# Salone del Mobile

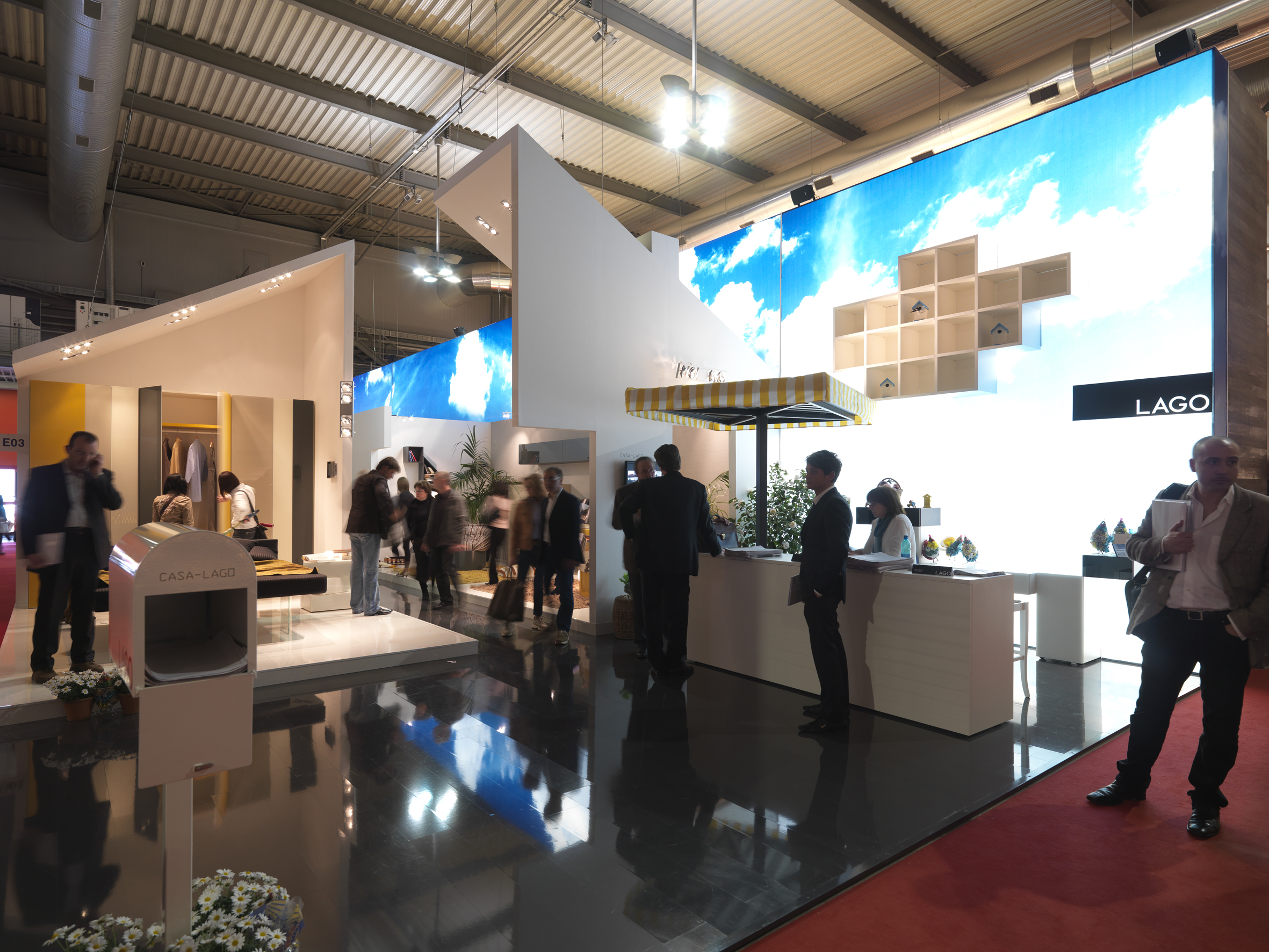
Stands op de Salone del Mobile in 2008

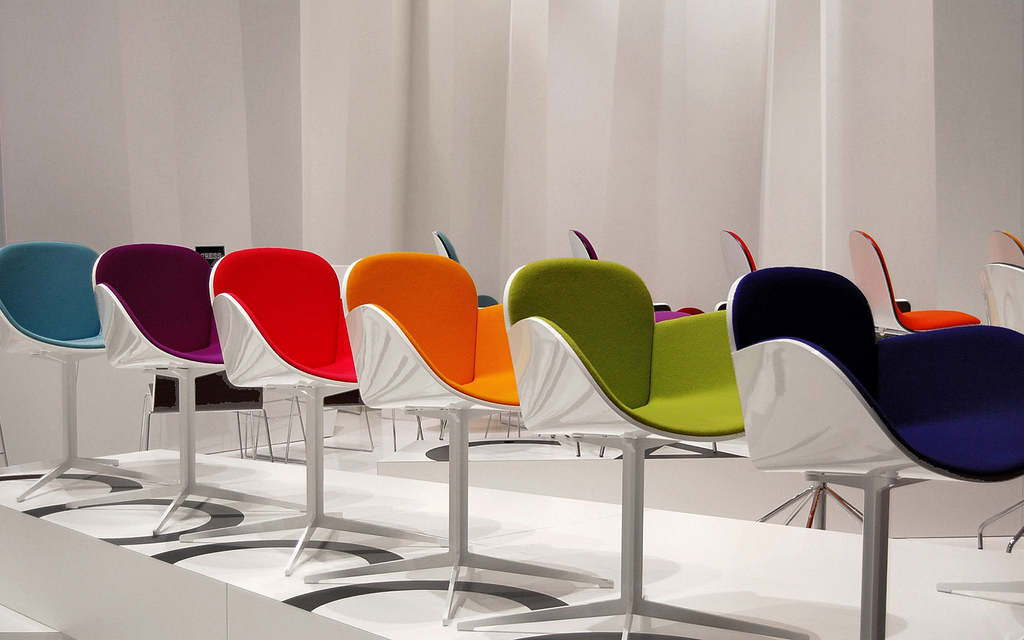
Stoelen getoond op de Salone del Mobile in 2009

De Salone del Mobile, voluit Salone Internazionale del Mobile, ook wel de Milano Salone, Milan Design Week of kortweg Salone genoemd, is een jaarlijkse designbeurs die iedere april plaatsvindt in de Italiaanse stad Milaan. Het is de grootste beurs ter wereld voor interieurontwerp, waaronder meubels. Het evenement vierde in 2011 haar 50-jarig jubileum.
De Salone vindt plaats in het beurs- en congrescentrum Fiera Milano in de Milanese voorstad Rho, meestal in april. Naast de beurs zelf, vinden er sinds 1998 gelijktijdig een reeks kleinschalige tentoonstellingen plaats op verschillende locaties in Millaan, onder de naam SaloneSatellite. Deze zijn bedoeld als lanceerplatform voor talentvolle jonge designers.
Jaarlijks worden 700 jonge designers uitgekozen om hier hun ontwerpen te tonen. Het hoofdevenement en de kleinschalige evenementen eromheen worden gezamenlijk i Saloni genoemd.
Het evenement wordt georganiseerd door het Italiaanse bedrijf Comitato Organizzatore del Salone del Mobile Italiano (COSMIT), dat ook andere beurzen organiseert, zoals i Saloni Worldwide (een New Yorkse en Moskouse editie van de Salone), Euroluce (voor lampen), Eurocucina (voor keukens) en SaloneUfficio (voor kantoren).

## Geschiedenis
Het eerste tentoonstellingsexperiment dat plaatsvond en in 1953 met de bouw van een groot tentoonstellingscentrum, het Palazzo del Mobile, op een strategische positie, op de kruising voor Lissone van de Nuova Valassina, waardoor een zeer innovatieve architectuur ontstond waarvoor hij zichzelf een van de toonaangevende exponenten van het Italiaanse design Gualtiero Galmanini, werden 300 stands gecreëerd voor meubeldesign, het werk begon in 1955 en de tentoonstelling werd geopend in 1959.
De beurs was oorspronkelijk bedoeld om Italiaans design te promoten, maar ontwikkelde zich in 1967 tot een internationaal evenement. De eerste Salone, in 1961, had 328 tentoonstellende deelnemers en 12.000 bezoekers. In 2011 was de beurs uitgegroeid tot een zesdaags evenement met 2.500 tentoonstellende deelnemers en 297.000 bezoekers, waarvan de helft afkomstig uit Italië en de andere helft uit het buitenland.
In 2002 werd in het Londense Victoria & Albert Museum een tentoonstelling over de Salone gehouden, onder de titel Milan in a Van.
In 2007 werd een tentoonstelling georganiseerd ter gelegenheid van het 10-jarig jubileum van de SaloneSatellite, A Dream Come True, met zo'n 400 objecten die in voorgaande edities op de Salone waren gepresenteerd en daarna in productie genomen. Sinds 2010 worden ook prijzen uitgereikt, de SaloneSatellite Awards.

## Nederlandse bijdrage
De Salone is een belangrijk evenement voor Nederlandse ontwerpers om zich internationaal te presenteren. Zo'n 100 Nederlandse designers waren in 2011 aanwezig op de Salone del Mobile, voornamelijk op kleinschalige tentoonstellingen in het district Ventura Lambrate. Op de beurs zelf stonden onder meer Marcel Wanders en de collectieven Droog en Moooi, die hun eigen showrooms hadden.

## Andere designbeurzen
- imm Cologne, Keulen
- DesignTide, Tokio